# Episodi di Liebling Kreuzberg (seconda stagione)
La seconda stagione della serie televisiva Liebling Kreuzberg è stata trasmessa in anteprima in Germania da Das Erste tra il 22 febbraio 1988 e il 16 maggio 1988.
| nº | Titolo originale         | Titolo italiano | Prima TV Germania | Prima TV Italia |
| -- | ------------------------ | --------------- | ----------------- | --------------- |
| 1  | Taschenpfändung          | inedito         | 22 febbraio 1988  | inedito         |
| 2  | Glück kommt - Glück geht | inedito         | 29 febbraio 1988  | inedito         |
| 3  | Die Staatsanwältin       | inedito         | 7 marzo 1988      | inedito         |
| 4  | Der Besuch               | inedito         | 14 marzo 1988     | inedito         |
| 5  | Die Abkassierer          | inedito         | 21 marzo 1988     | inedito         |
| 6  | Teilerfolg               | inedito         | 28 marzo 1988     | inedito         |
| 7  | Zweimal Entlassung       | inedito         | 4 aprile 1988     | inedito         |
| 8  | Hausbesuche              | inedito         | 11 aprile 1988    | inedito         |
| 9  | Das eigene Geld          | inedito         | 18 aprile 1988    | inedito         |
| 10 | Rom und zurück           | inedito         | 25 aprile 1988    | inedito         |
| 11 | Alles auf Bewährung      | inedito         | 2 maggio 1988     | inedito         |
| 12 | Die Fehler der anderen   | inedito         | 9 maggio 1988     | inedito         |
| 13 | Ehrengericht             | inedito         | 16 maggio 1988    | inedito         |